# Вилохвостая лофура

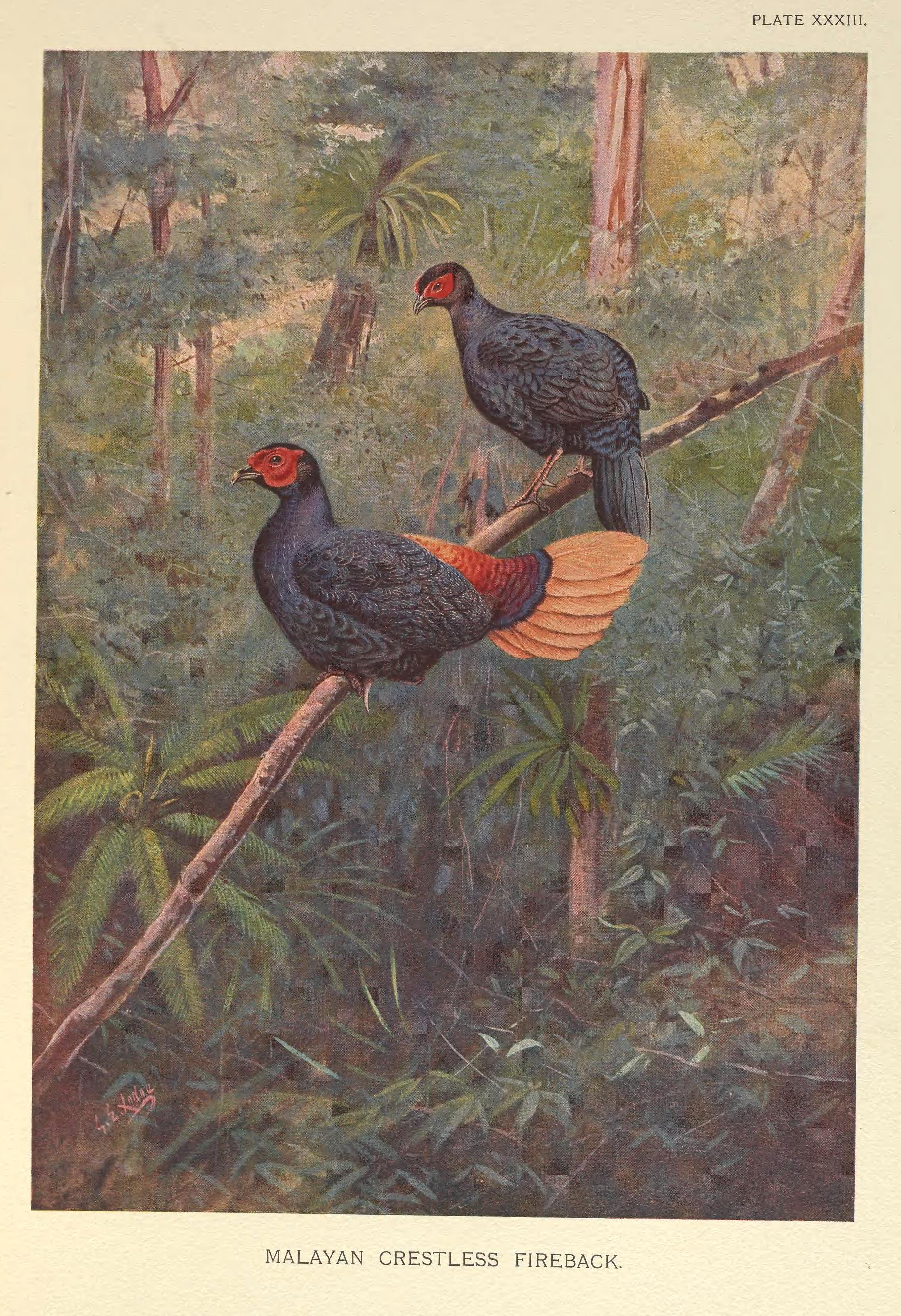
Самец и самка вилохвостой лофуры. Рисунок Лодж, Джордж Эдвард из монографии Биб, Уильям, 1921.

Вилохвостая лофура (лат. Lophura erythrophthalma) — вид птиц из рода лофур (Lophura) семейства фазановых (Phasianidae). Согласно классификации Международного союза охраны природы входит в категорию «виды на грани уничтожения» в связи с уничтожением человеком её мест обитания: по оценке 2014 года численность популяции оценивается в 10 000—20 000 особей.

## Распространение
Вилохвостая лофура обитает на островах Суматра (Индонезия) и Калимантан (Индонезия, Бруней и Малайзия), а также в континентальной части Малайзии. Предпочитает подлесок вечнозелёных девственных дождевых лесов на высотах до 200 метров над уровнем моря, изредка чуть выше. Встречается также во вторичных лесах, где их численность оценивается в шесть особей на квадратный километр.

## Описание
Взрослый самец вилохвостой лофуры имеет в длину 47—50 сантиметров. На голове имеется обширный участок голой кожи ярко-красного цвета, перья (кроме надхвостья и хвоста) чёрные с синеватым или зеленоватым отливом, клюв зеленоватый, ноги синевато-серые с крупными шпорами, гребень отсутствует, надхвостье пурпурно-бордовое, хвост светло-жёлтый короткий закруглённый, причём его центральные перья короче внешних.

Самка очень похожа на самца суматранской лофуры. В целом самка вилохвостой лофуры похожа на самца своего вида, за исключениями: она немного меньше по размеру (42—44 сантиметра), клюв чёрный, шпоры небольшие, перья чёрные полностью. Половозрелости самка достигает к трём годам. Молодые птицы в целом похожи на самок.

## Поведение и размножение
Птица очень пуглива, поэтому встретить её в дикой природе сложно. Изучена слабо. Вилохвостые лофуры обычно живут парами или небольшими группами по пять-шесть особей (встречались группы до 22 особей) в подлеске, проклёвывая лесную подстилку наподобие домашней курицы, питаясь в основном беспозвоночными (термитами, клещами, личинками) и ягодами. В неволе размножается свободно, а вот в дикой природе её гнездо было обнаружено лишь один раз: оно находилось на земле между корнями дерева и содержало четыре или пять яиц розового или бледно-охристого цвета. Брачный сезон длится с апреля по июнь, насиживание яиц продолжается 24 дня.